# Heinz Gronau
Heinz Gronau (* 1. Januar 1912 in Leipzig; † 28. Oktober 1977) war ein deutscher kommunistischer Widerstandskämpfer gegen den Nationalsozialismus, Häftling im KZ Buchenwald und in der DDR-Staatssicherheit Kommandeur im Wachregiment Feliks Dzierzynski sowie Leiter der Hauptabteilung I.

## Leben
Gronau, Sohn eines Buchdruckers, besuchte die Volksschule und absolvierte danach von 1926 bis 1930 eine Lehre zum Dentalmechaniker. Anschließend war Gronau arbeitslos. Während der Zeit der Weimarer Republik trat er 1930 in die Kommunistische Partei Deutschlands (KPD) ein und gehörte der Bezirksleitung des KJVD Sachsen an. 1932 war er Hörer an der Reichsparteischule der KPD in Fichtenau. Gronau beteiligte sich am Kampf gegen den aufkommenden Nationalsozialismus. Nach der Machtübertragung an die NSDAP wurde er 1933 mehrmals in „Schutzhaft“ genommen und war anschließend bis 1935 als Hilfsarbeiter tätig. Gronau wurde 1935 wieder verhaftet, wegen Vorbereitung zum Hochverrat angeklagt und zu zweieinhalb Jahren Zuchthaus verurteilt, die er im Zuchthaus Zwickau verbrachte. Im Zeitraum 1933 und 1945 war Gronau 11 Jahre lang in Haft, u. a. in Sachsenburg, Hohnstein, Dresden, Leipzig.
1938 wurde er in das KZ Buchenwald eingeliefert und von der SS nacheinander in den Kommandos Steinbruch, Stubendient, Elektrikerwerkstatt und schließlich der Galvanoabteilung der Deutschen Ausrüstungswerke eingesetzt. Auch während seiner Haftzeit in Buchenwald beteiligte er sich an konspirativer Widerstandstätigkeit und arbeitete in der deutschen Sektion der Internationalen Militärorganisation Buchenwald (IMO). Er war beteiligt an der Installation geheimer Sendeanlagen, stellte auch Hieb- und Stichwaffen her. und gewann Gift aus den Galvano-Anlagen.

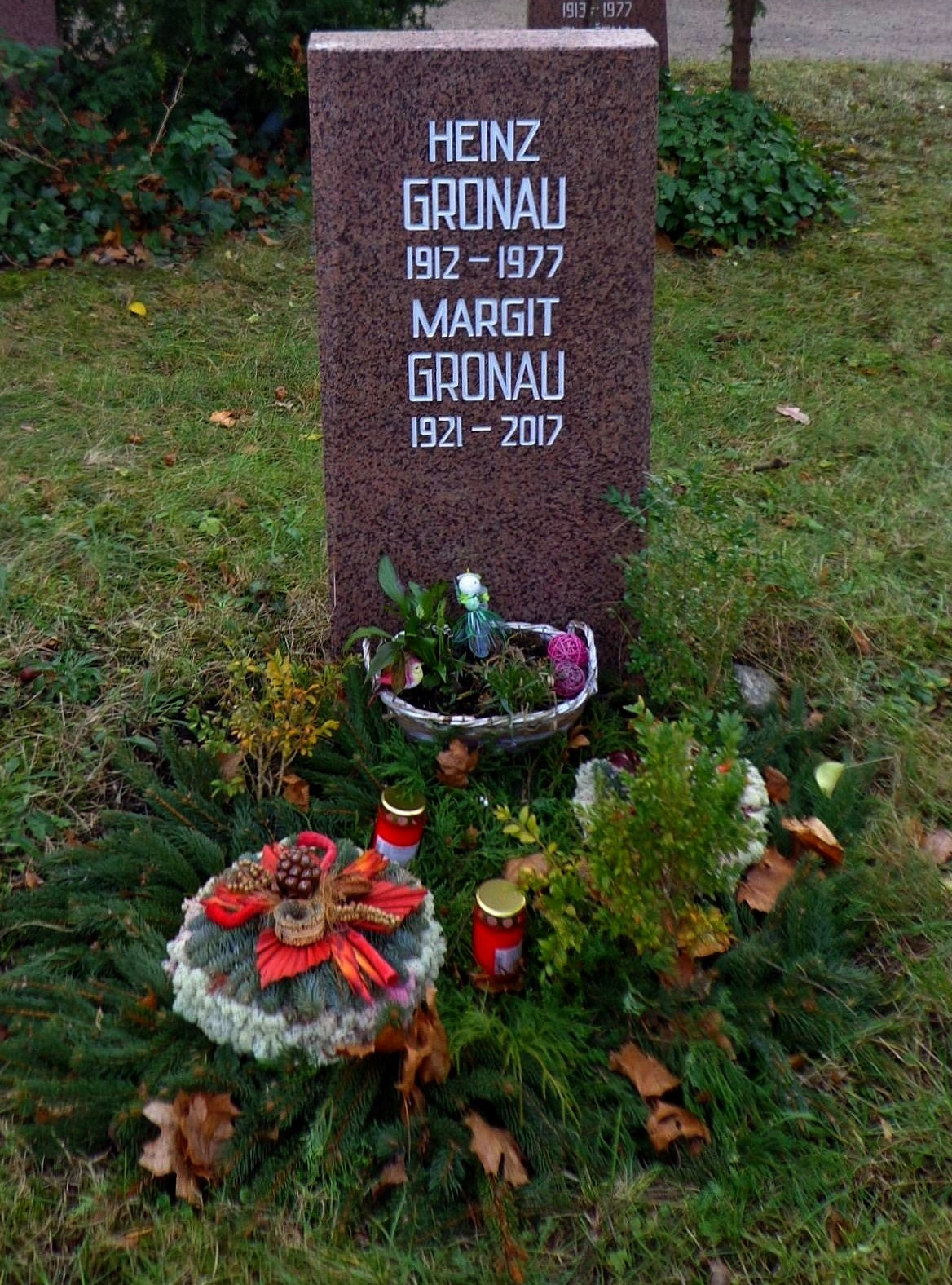
Grabstätte

1945/1946 leitete Gronau zunächst das Sozial- und Jugendamt in Leipzig, bevor er eine Karriere im neu geschaffenen polizeilich-militärischen Apparat der Sowjetischen Besatzungszone Deutschlands begann: 1946 trat er in den Polizeidienst ein, leitete die Kreis-Volkspolizeiämter Rochlitz und Großenhain und war später stellvertretender Chef der Landespolizeibehörde Sachsen.
1949/1950 absolvierte er einen Lehrgang am Militärinstitut Moskau. In der jungen DDR war er ab 1950 im Rang eines Inspekteurs als Leiter der Hauptabteilung I (Abwehr in den VP-Bereitschaften) für das Ministerium für Staatssicherheit (MfS) tätig. 1951 wurde er Chefinspekteur und 1953 Oberst. Er bekleidete später leitende Funktionen bei der Grenzpolizei und dem Grenzdienst. Von 1958 bis 1962 absolvierte er die Grenztruppen-Fakultät der KGB-Hochschule.
1962 bis 1972 war Gronau als Nachfolger von Oberst Günter Wolf Kommandeur des Wachregiments Feliks Dzierzynski. 1966 in den Rang eines Generalmajor erhoben, wurde er 1972 in den Ruhestand verabschiedet.
Gronau blieb der geschichtspolitischen Erinnerungsarbeit verbunden. 1958 berichtete er über Illegale Produktion für den Häftlingskrankenbau Eine wertvolle Maschine wird zerstört lautete ein weiterer Bericht über einen Sabotageakt an einer Maschine zur Rüstungsproduktion.
Seine Urne wurde in der Grabanlage Pergolenweg des Berliner Zentralfriedhofs Friedrichsfelde beigesetzt.

## Auszeichnungen
- 1955 Vaterländischer Verdienstorden in Bronze[8]
- 1961 Vaterländischer Verdienstorden in Silber[9]
- 1971 Vaterländischer Verdienstorden in Gold[1]

1986 wurde die 23. Polytechnische Oberschule in Hohenschönhausen (heute Gutenberg-Oberschule) nach Heinz Gronau benannt, ebenso 1987 die 76. Oberschule in Leipzig-Mitte im Beisein seiner Witwe Dr. Margit Gronau.